# ترانه‌شناسی راپسودی آو فایر
ترانه‌شناسی گروه سمفونیک پاور متال ایتالیایی راپسودی آو فایر که در سال ۱۹۹۳ با نام تاندرکراس بنیاد گذاشته‌شد و سپس در سال ۱۹۹۵ به راپسودی و در سال ۲۰۰۶ به نام کنونی تغییر یافت تا سال ۲۰۱۲ شامل ۹ آلبوم استودیویی، ۲ آلبوم چندآهنگه، ۱ آلبوم زنده، ۱ آلبوم گلچین، ۴ تک‌آهنگ (سینگل)، ۱ دی‌وی‌دی و ۲ آلبوم دمو به شرح زیر است.

## آلبوم‌های استودیویی
| سال  | نام آلبوم                             | ناشر              | اتریش | بلژیک | کانادا | سوئیس | اسپانیا | فنلاند | فرانسه | آلمان | یونان | ایتالیا | ژاپن | هلند | سوئد |
| ۱۹۹۷ | داستان‌های افسانه‌ای                    | لیمب میوزیک       | -     | -     | -      | -     | -       | -      | -      | -     | -     | -       | ۵۲   | -    | -    |
| ۱۹۹۸ | سمفونی سرزمین‌های طلسم‌شده              | لیمب میوزیک       | -     | -     | -      | -     | -       | -      | -      | ۵۴    | -     | -       | ۲۴   | -    | -    |
| ۲۰۰۰ | طلوع پیروزی                           | لیمب میوزیک       | -     | -     | -      | -     | -       | ۳۹     | ۵۶     | ۳۲    | -     | -       | ۲۴   | -    | ۵۴   |
| ۲۰۰۱ | باران هزار شعله                       | لیمب میوزیک       | -     | -     | -      | -     | -       | -      | ۱۱۷    | -     | -     | -       | -    | -    | -    |
| ۲۰۰۲ | قدرت آتش اژدها                        | لیمب میوزیک       | -     | -     | -      | -     | -       | ۳۱     | ۳۴     | ۳۰    | -     | ۱۵      | ۴۲   | -    | ۲۹   |
| ۲۰۰۴ | سمفونی سرزمین‌های طلسم‌شده ۲: راز تاریک | مجیک سیرکل میوزیک | -     | -     | -      | ۶۲    | -       | -      | ۲۷     | ۳۳    | -     | -       | ۴۰   | ۷۰   | -    |
| ۲۰۰۶ | پیروزی یا عذاب                        | مجیک سیرکل میوزیک | -     | -     | -      | ۷۴    | -       | -      | ۵۹     | ۶۴    | -     | ۱۸      | ۴۰   | -    | -    |
| ۲۰۱۰ | اشک‌های یخ‌زده فرشتگان                  | نوکلیر بلست       | ۵۸    | ۹۶    | ۱۲۹    | ۳۹    | ۸۱      | ۳۵     | ۵۱     | ۳۳    | ۱۱    |         | ۴۱   | -    | ۵۳   |
| ۲۰۱۱ | از آشوب تا جاودانگی                   | نوکلیر بلست       | -     | ۱۰۰   | -      | ۴۸    | -       | -      | ۸۱     | ۵۶    | -     |         | ۳۶   | -    | -    |

## آلبوم‌های چندآهنگه (ای‌پی)
| سال  | نام                                    | ناشر              |
| ۲۰۰۴ | راز تاریک                              | مجیک سیرکل میوزیک |
| ۲۰۱۰ | آغوش سرد ترس - یک سمفونی عاشقانه تاریک | نوکلیر بلست       |

## تک‌آهنگ‌ها
| سال  | نام                 | ناشر            |
| ۱۹۹۸ | شمشیر زمردین        | لیمب میوزیک     |
| ۲۰۰۰ | نیروی تندر مقدس     | لیمب میوزیک     |
| ۲۰۰۵ | جادوی رویای جادوگر  | استیمهمر رکوردز |
| ۲۰۱۱ | سال‌ها تاریکی خروشان | نوکلیر بلست     |

## آلبوم‌های زنده
| سال  | نام                               | ناشر              |
| ۲۰۰۶ | اجرای زنده کانادا ۲۰۰۵: راز تاریک | مجیک سیرکل میوزیک |

## آلبوم‌های گردآوری شده
| سال  | نام                            | ناشر        |
| ۲۰۰۴ | داستان‌هایی از حماسه شمشیر زمرد | لیمب میوزیک |

## دموها
| سال  | نام              | ناشر        | توضیحات                                     |
| ۱۹۹۴ | سرزمین جاودانگان |             | با نام تاندرکراس و خوانندگی کریستیانو آداکر |
| ۱۹۹۵ | شکوه ابدی        | لیمب میوزیک | با نام راپسودی و خوانندگی کریستیانو آداکر   |

## دی‌وی‌دی‌ها
| سال  | نام                               | ناشر              | توضیحات  |
| ۲۰۰۷ | چشم‌اندازهایی از سرزمین‌های طلسم‌شده | مجیک سیرکل میوزیک | ۲ دی‌وی‌دی |

## نماهنگ‌ها
| سال  | نام                | توضیحات |
| ۲۰۰۰ | شمشیر زمردین       | ویدیوکلیپ در نسخهٔ محدود آلبوم طلوع پیروزی                                                                  |
| ۲۰۰۰ | خرد پادشاهان       | ویدیوکلیپ در نسخهٔ محدود آلبوم طلوع پیروزی                                                                  |
| ۲۰۰۰ | نیروی تندر مقدس    | ویدیوکلیپ در نسخهٔ محدود آلبوم طلوع پیروزی                                                                  |
| ۲۰۰۱ | باران هزار شعله    | ویدیوکلیپ در نسخهٔ محدود آلبوم قدرت آتش اژدها                                                               |
| ۲۰۰۲ | قدرت آتش اژدها     | ویدیوکلیپ در نسخهٔ محدود آلبوم قدرت آتش اژدها                                                               |
| ۲۰۰۴ | فریاد جنگ نامقدس   | با حضور کریستوفر لی ویدیوکلیپ با ۳ مدت‌زمان مختلف در نسخهٔ محدود آلبوم سمفونی سرزمین‌های طلسم‌شده ۲: راز تاریک |
| ۲۰۰۵ | جادوی رویای جادوگر | دوئت با کریستوفر لی                                                                                        |
| ۲۰۱۰ | دریای سرنوشت       | |